# Sieglinde Gstöhl
Sieglinde Gstöhl est une femme de lettres liechtensteinoise née en 1964.
Elle est la plus jeune de trois sœurs, leurs parents sont Georg Gstöhl et son épouse Lore († 1996). Elle étudia les sciences économiques et sociales à l'Université de Saint-Gall (2e dégrée en 1988) et plus tard les relations internationales et les sciences politiques à l'Université de Genève. Elle a été membre du Centre des affaires internationaux de l'université Harvard à Cambridge.
Elle est directrice du département des relations internationales et diplomatiques de l'Union européenne au Collège d'Europe.

## Livres
- European Union Diplomacy: Coherence, Unity and Effectiveness. Bruxelles, P.I.E. Peter Lang, 2012
- Europe's Near Abroad: Promises and Prospects of the EU's Neighbourhood Policy. Bruxelles, P.I.E. Peter Lang, 2008
- Small States in International Relations.  Seattle/Reykjavik: University of Washington and University of Iceland Presses, 2006
- Global Governance und die G8: Gipfelimpulse für Weltwirtschaft und Weltpolitik. Münster: LIT Verlag, 2003
- Reluctant Europeans: Sweden, Norway, and Switzerland in the Process of Integration. Boulder: Lynne Rienner, 2002
- Flexible Integration für Kleinstaaten? Liechtenstein und die Europäische Union. Schaan: Verlag der LAG. (Liechtenstein Politische Schriften, 33), 2001